# Majciger
Majciger [majciger] je priimek več osebnosti:
- Janez (Ivan) Majciger (1829 – 1909), slovenski etnolog, narodopisni pisatelj, filolog